# Пам'ятник Кагульської битви
Пам'ятник Кагульської битви (Колонна Слава на Кагульському полі) — монумент у місті Вулканешти в Гагаузії, на півдні сучасної Молдови. Споруджено в 1849 році за проектом Ф. К. Боффо на місці перемоги російської армії в битві при Кагулі 1770 — одному з головних битв російсько-турецької війни 1768—1774.

## Історія спорудження
Пам'ятник споруджувався упродовж 1844—1848 років. і був відкритий 13 вересня 1849 на полі Кагульської битви, в місті Вулканешти і річки Кагул.
Ідею спорудження пам'ятника запропонував генерал-губернатор Новоросії та намісник Бессарабії граф М. С. Воронцов.
Пам'ятник розташований на високому пагорбі, де під час битви розташовувалася ставка головнокомандувача турецької армії Халіль-бея.
У радянські часи пам'ятник втратив деякі елементи: з напису на чавунній плиті зник рядок із згадкою про імператора Миколу I; вінчав колону православний хрест, що лежав над напівмісяцем, практично обвалився.
1956 року пам'ятник було відреставровано, на капітелі відновлено хрест над півмісяцем.
У 1990-і роки пам'ятник був осквернений написами скандального характеру і отримав відмітку від прямого влучення з гранатомета під час молдавсько-гагаузького міжетнічного конфлікту. Численні локальні пошкодження та деформації колони та стилобату створювали серйозну небезпеку руйнування.
У 2002 р. монумент було капітально відреставровано коштом уряду Москви і знову урочисто відкрито 15 жовтня 2002 р. В урочистостях взяли участь делегація Москви на чолі з віце-прем'єром Олександром Матросовим та посол Росії у Молдові Павло Петровський.
18 квітня 2010 р. пам'ятник обстріляли невідомі особи з вогнепальної автоматичної зброї. Правоохоронні органи щодо цього злочину жодних дій не вжили, що викликало обурення громадськості міста Вулканешти.

## Опис
Автор пам'ятника — відомий архітектор першої половини XIX століття Ф. К. Боффо, який працював в Одесі та Новоросії.
Монумент є величезною колоною доричного ордера з вапняку заввишки близько 25 метрів, встановлена на 5-метровому п'єдесталі з пірамідальним завершенням. Колону увінчує чавунна капітель із православним хрестом над перекинутим півмісяцем — за деякими трактуваннями, півмісяць — це стилізоване зображення дракона як символу зла, знехтуваного Христом.
На північному боці п'єдесталу — зображення фамільного герба Рум'янцевих із девізом «Non Solum armis» («Не тільки зброєю»). Під гербом — чавунна плита з написом:

«Памятник сей незабвенной битвы, в которой пали навсегда свирепые янычары, несколько столетий стращавшие Европу, Азию и Африку поставлен по велению Николая Императора Самодержца всея России при Новороссийском и Бессарабском генерал-губернаторе графе Воронцове, и при Бессарабском военном губернаторе Федорове».

На південному боці п'єдесталу встановлено фамільний герб Воронцових з девізом Semper immota fides — Вірність завжди непохитна. Напис на плиті під гербом говорить:

«1770 год июля 21 дня граф Пётр Александрович Румянцев на сем месте с семнадцатью тысяч русских воинов разбил 150 — тысячную армию турецкую под начальством верховного визиря Халил — паши».

## Цікаві факти
- Інший пам'ятник Кагульської битви — Кагульський обеліск — споруджений за бажанням Катерини II в Катерининському парку в Царському Селі.
- Зображення пам'ятника є центральним елементом сучасного герба міста Вулканешти.
- Зменшена копія пам'ятника Кагульської битви — пам'ятник на честь 500-річчя міста Кагул, відкритий у 2002 р. на центральній площі, перед будинком Кагульського університету.